# Doom II
Doom II: Hell on Earth, numit și doar Doom II, este un joc first-person shooter științifico-fantastic cu elemente de joc de groază dezvoltat de id Software și lansat în 1994. Este o continuare a jocului Doom, publicat cu un an în urmă.
Doom II este asemănător cu primul joc, având aceleași grafice 3D cu sprite-uri 2D pentru inamici și obiecte. Spre deosebire de Doom, al doilea joc nu este împărțit în episoade, ci conține 32 de niveluri continue. Două niveluri sunt secrete. Doom II conține o armă nouă (super shotgun) și o serie de monștri noi.
Recepția jocului a fost foarte pozitivă, criticii lăudând faptul că Doom II a cultivat aspectele bune ale jocului original. Jocul a vândut peste 1.8 milioane de copii și a câștigat peste 74 de milioane de dolari în venituri numai în Statele Unite.

## Expansiuni
Pe baza Doom II au fost create TNT: Evilution și The Plutonia Experiment, care au fost anterior cunoscute împreună ca "Final Doom". Fiecare dintre ele are 32 de niveluri, după modelul Doom II. Acestea nu au fost realizate de Id Software, TNT Evilution fiind dezvoltat de Team TNT iar Plutonia de Frații Casali.